# Lohstadt
Lohstadt ist zusammen mit Gundelshausen ein Gemeindeteil der Kreisstadt Kelheim des gleichnamigen Landkreises im Regierungsbezirk Niederbayern.

## Geographie
Das Dorf Lohstadt liegt an der Donau im nordöstlichen Gebiet der Stadt. Das  Naturschutzgebiet Mattinger Hänge beginnt an der Grenze zu Sinzing.

## Kirchen
- Die Wegkapelle in Lohstadt wurde erstmalig 1828 errichtet und musste 1921 einem Neubau weichen, der 2019 restauriert wurde.[2]

## Vereine
- Freiwillige Feuerwehr Lohstadt-Gundelshausen e. V. gegründet 1898.[3]
- Gartenbauverein Kapfelberg & Umgebung e. V. gegründet 1952 aktiv in Gundelshausen, Poikam, Schultersdorf, Lohstadt, Herrnsaal und Lindach.[4]

## Veranstaltungen
- Stadlgaudi
- Rosenmontagsball
- Dorffest mit Johannisfeuer

## Verkehr
Lohstadt wird von der Regensburger Personenschifffahrt Klinger im Rahmen von Themen- und Eventfahrten über die Donau angefahren. Die Buslinie VLK 6038 der Regionalbus Ostbayern GmbH bedient eine Haltestelle im Ort.

## Persönlichkeiten
- Josef Listl (1893–1970), Jurist und Politiker (NSDAP/CSU), ehemaliger Oberbürgermeister Ingolstadts.